# Klockhuset, Älvsjö

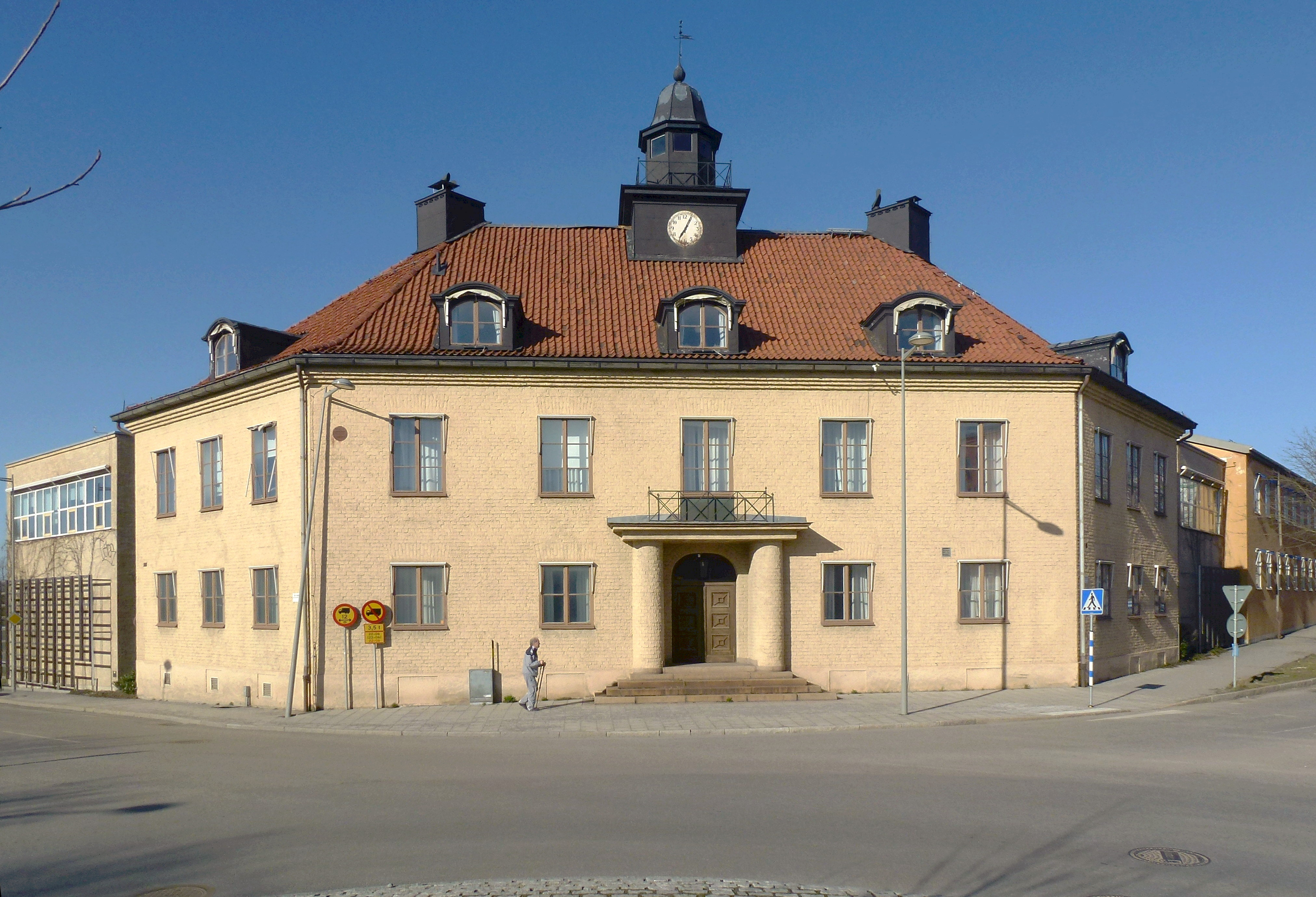
Klockhuset i mars 2015.

Klockhuset är en byggnad i hörnet Götalandsvägen / Älvsjövägen i Solberga i  södra Stockholm. Byggnaden färdigställdes omkring 1920 och ritades av arkitekt Ivar Callmander. Beställare var AB Stockholmstelefon och fram till början av 2000-talet hörde Klockhuset till LM Ericssons kabelverk i Älvsjö. Byggnaden har blivit ett välkänt inslag i traktens stadsbild och är "grönklassad" av Stockholms stadsmuseum, vilket betyder att den är särskilt värdefull från historisk, kulturhistorisk, miljömässig eller konstnärlig synpunkt.

## Bakgrund

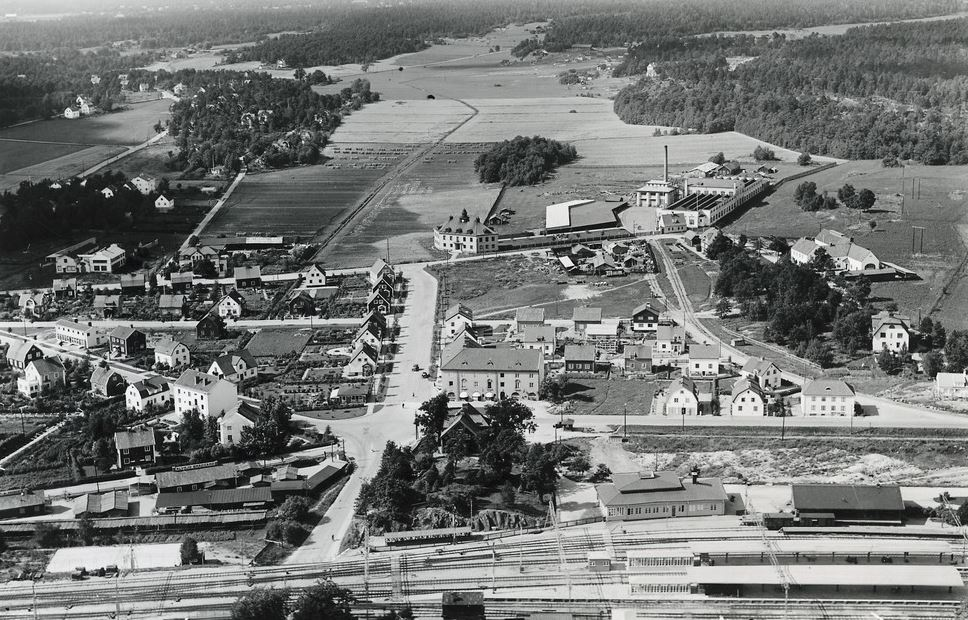
Fabriksområdet i Solberga med Klockhuset mitt i bild, 1930-tal.

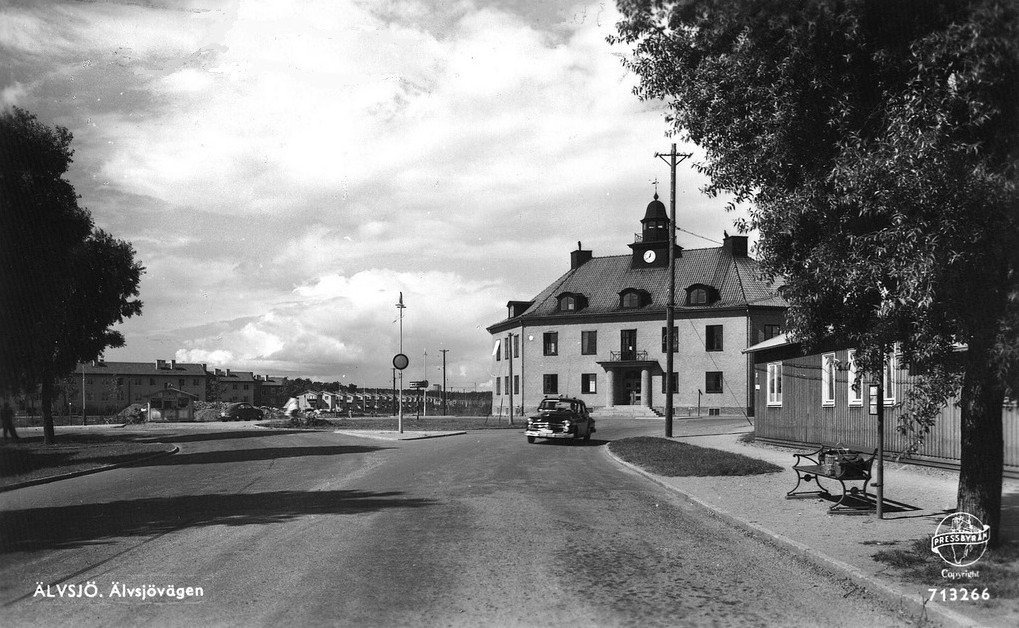
Klockhuset och Älvsjövägen, 1950-tal.

År 1916 bestämde AB Stockholmstelefon att planera ett kabelverk på tomten strax norr om Älvsjö station. Bolaget ägde då Långbro gård med 350 tunnland mark (cirka 175 hektar). Där fanns gott om plats för en ny fabrik med utökningspotential samt plats för bostäder för tjänstemän och arbetare. År 1918 fusionerades bolaget med Aktiebolaget L. M. Ericsson & Co till Allmänna Telefonaktiebolaget L.M. Ericsson. Det nya bolaget hade stora planer på att flytta sin huvudfabrik från Thulegatan hit, men man valde sedermera Midsommarkransen (se LM Ericssons fabrik, Telefonplan). I Älvsjö däremot tillverkades kablar och ledningar för företagets egna behov. Både kabelfabriken och Klockhuset ritades av Ivar Callmander.

## Huset
Klockhuset byggdes i två våningar med vind och källare, den totala ytan blev 391 m². I källarplanet anordnades förråd och matsal, därefter följde två plan för kontor. Disponenten var en av de få tjänstemän som fick ett eget arbetsrum där. På vinden fanns en monteringsavdelning där man bland annat tillverkade telefonsnören till manuella telefonväxlar. Kostnaden för byggnaden blev 368 300 kronor. 
Callmander placerade byggnaden längst ner i södra hörnet av den stora industritomten. Huvudfasaden ritades lätt vinklad och orienterades mot gatukorsningens mitt med en kort fortsättning längs med dagens Götalandsvägen och Älvsjövägen. Ursprungligen planerades en större förlängning av huset längs båda gatorna, men därav blev det inget. Huvudfasaden är strängt symmetrisk och accentueras av en kraftfull portal som ramas in av kolonner bärande en liten altan.
Fasaderna består av tegel som fick en grovt slammad yta i varmgul kulör. Taket kröns av en lanternin som är utformad som ett åttkantigt torn med fönster och avslutas med en klockformad kupol. I sockeln sitter en klocka mot norr och en mot söder som gav huset sitt namn. Under andra världskriget nyttjades lanterninens öppningar för luftbevakning.
Under årens lopp har Klockhuset genomgått en lång rad ombyggnader och anpassningar. Den största förändringen genomfördes åren 1994 till 1997 då ett nytt kontorskomplex (kallade ”Dragspelshusen” ) för administration, forskning och förvaltning byggdes längs med Älvsjövägen. Till arkitekt anlitades Rosenbergs Arkitekter med arkitekt Inga Varg, som då var delägare i Rosenbergs. Klockhuset byggdes om till konferensanläggning med tillbyggnader (bland annat en hörsal) som kopplades till det nya kontorskomplexet. Mellan de olika byggnadsdelarna anordnades glasade länkbyggnader.
I början av 2000-talet lämnade Ericsson sin anläggning i Älvsjö och koncentrerade sin verksamhet i Kista. Kabelfabrikens byggnader kommer till stor del att rivas och ersättas med bostäder. Dragspelshusen och Klockhuset kommer att finnas kvar. För närvarande hyrs Klockhuset av OLU Omsorgslyftet utbildningar.

## Bilder

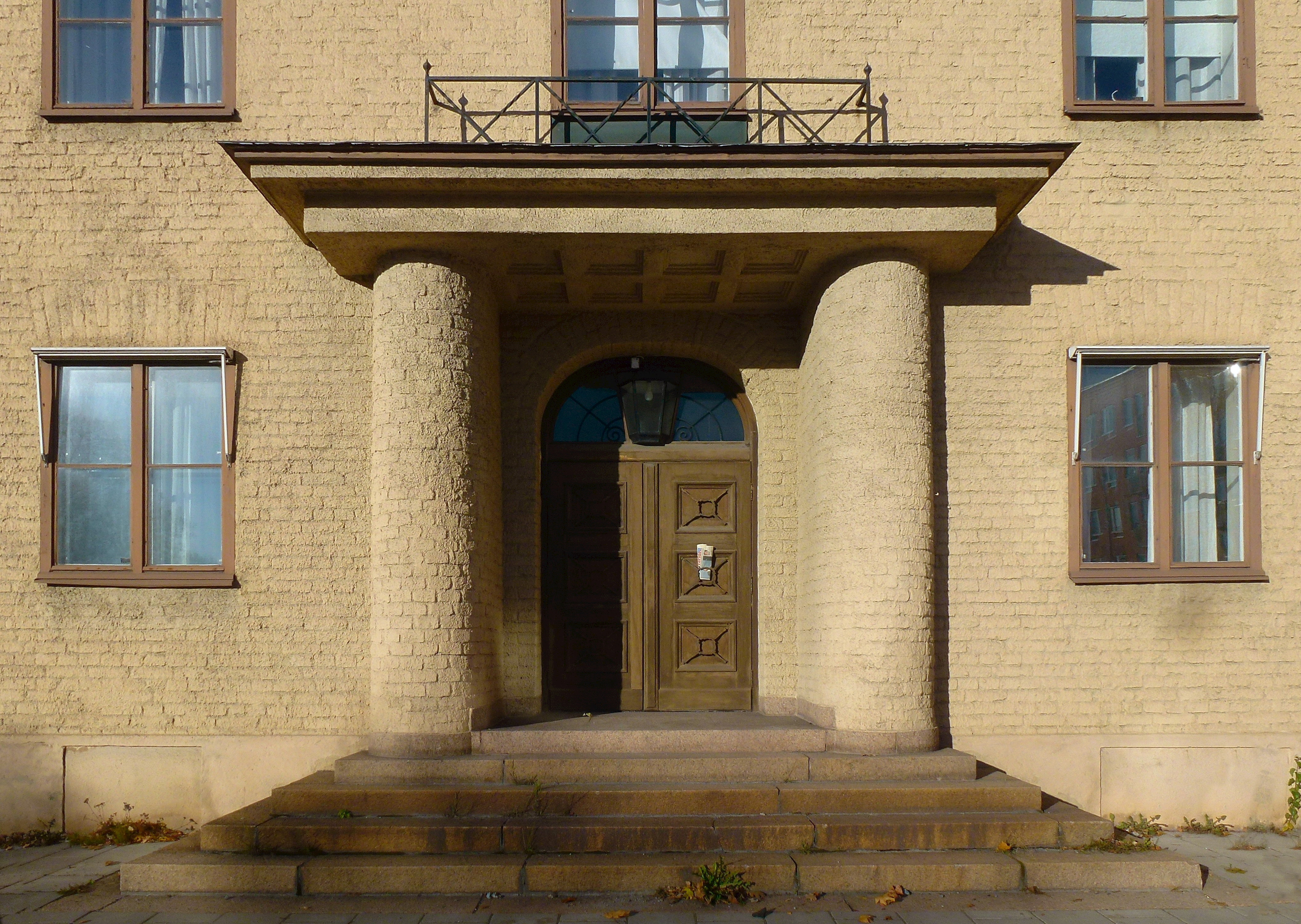
Portalen
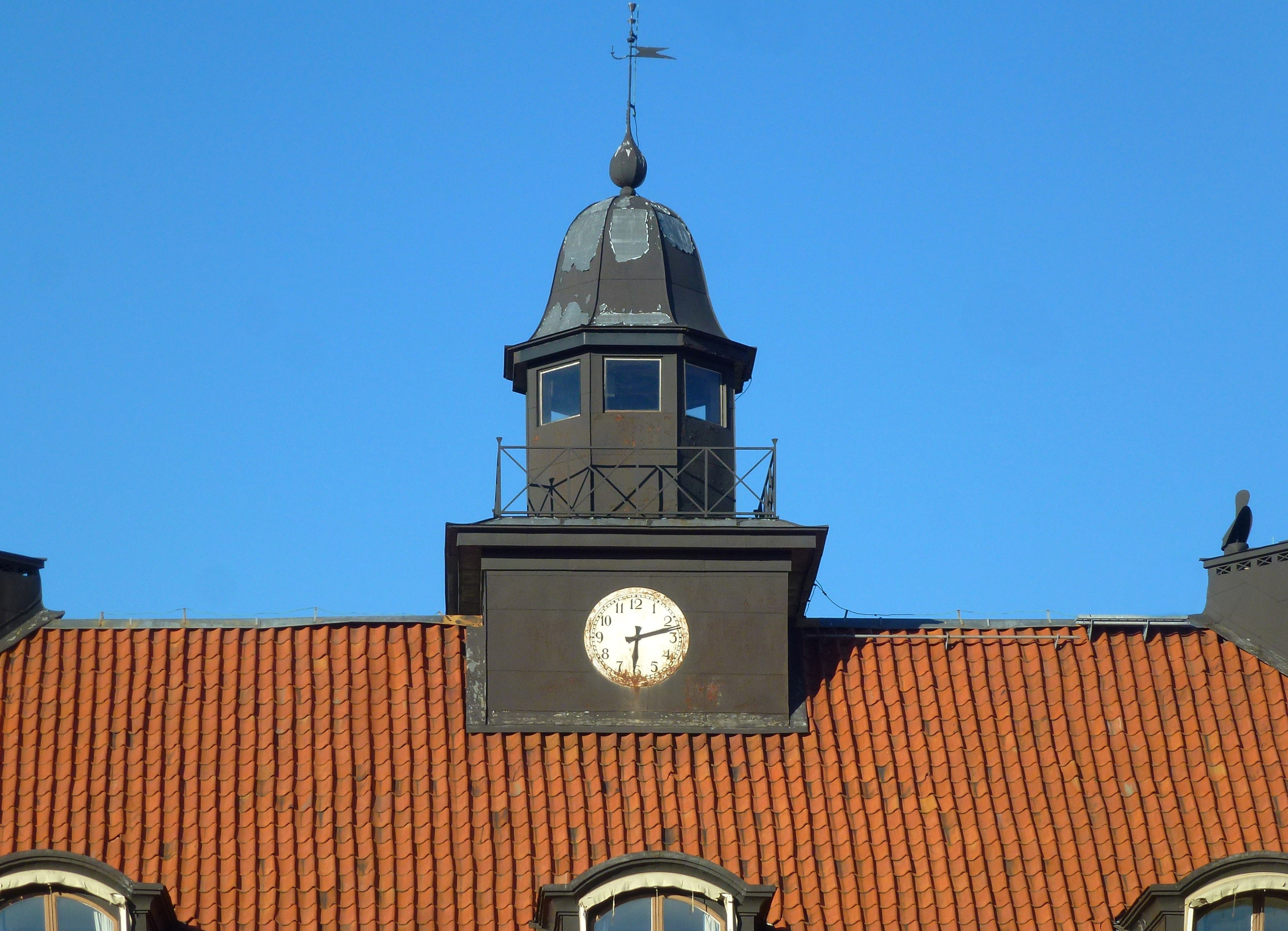
Klocktornet
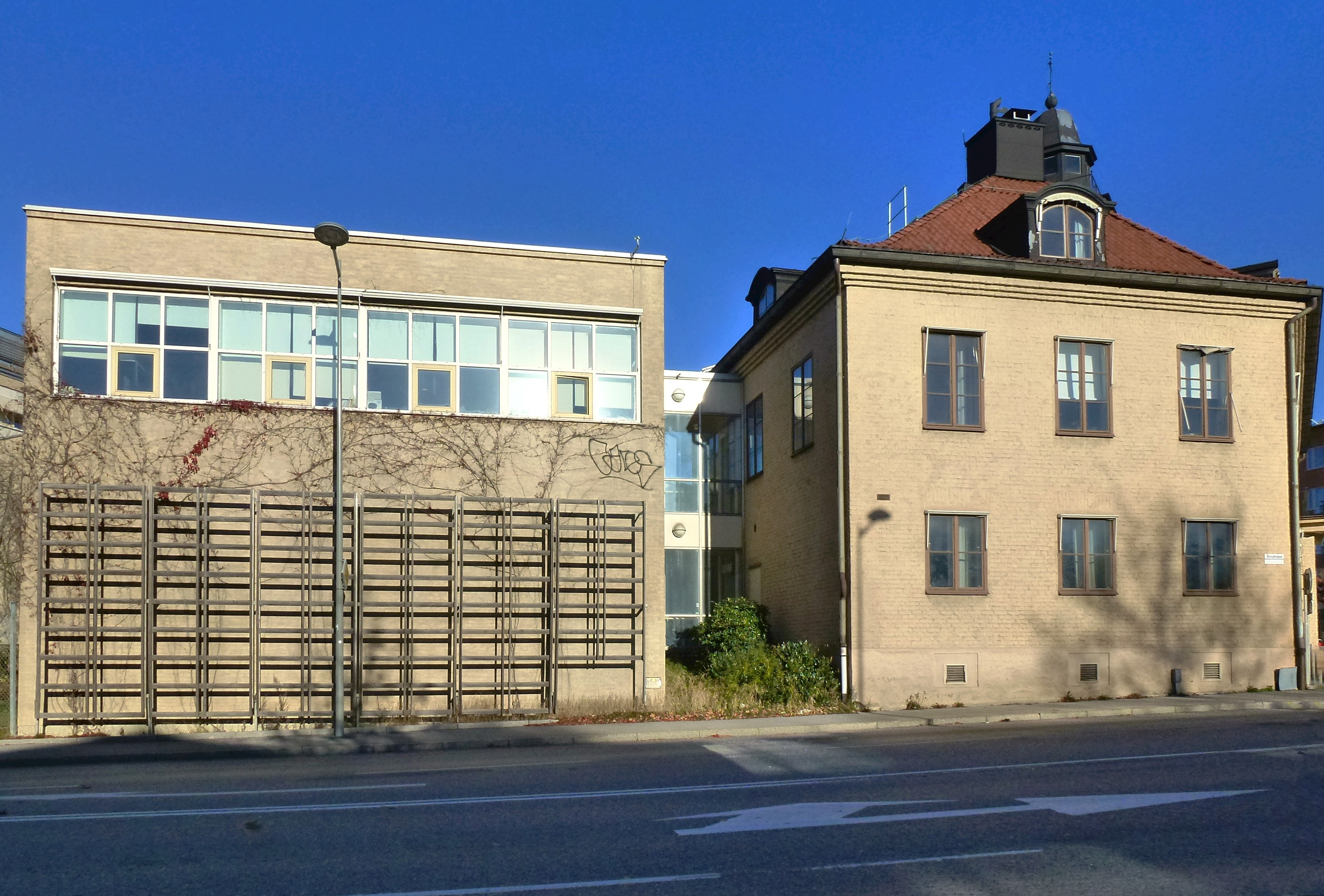
Klockhuset (t.h.) med hörsalen
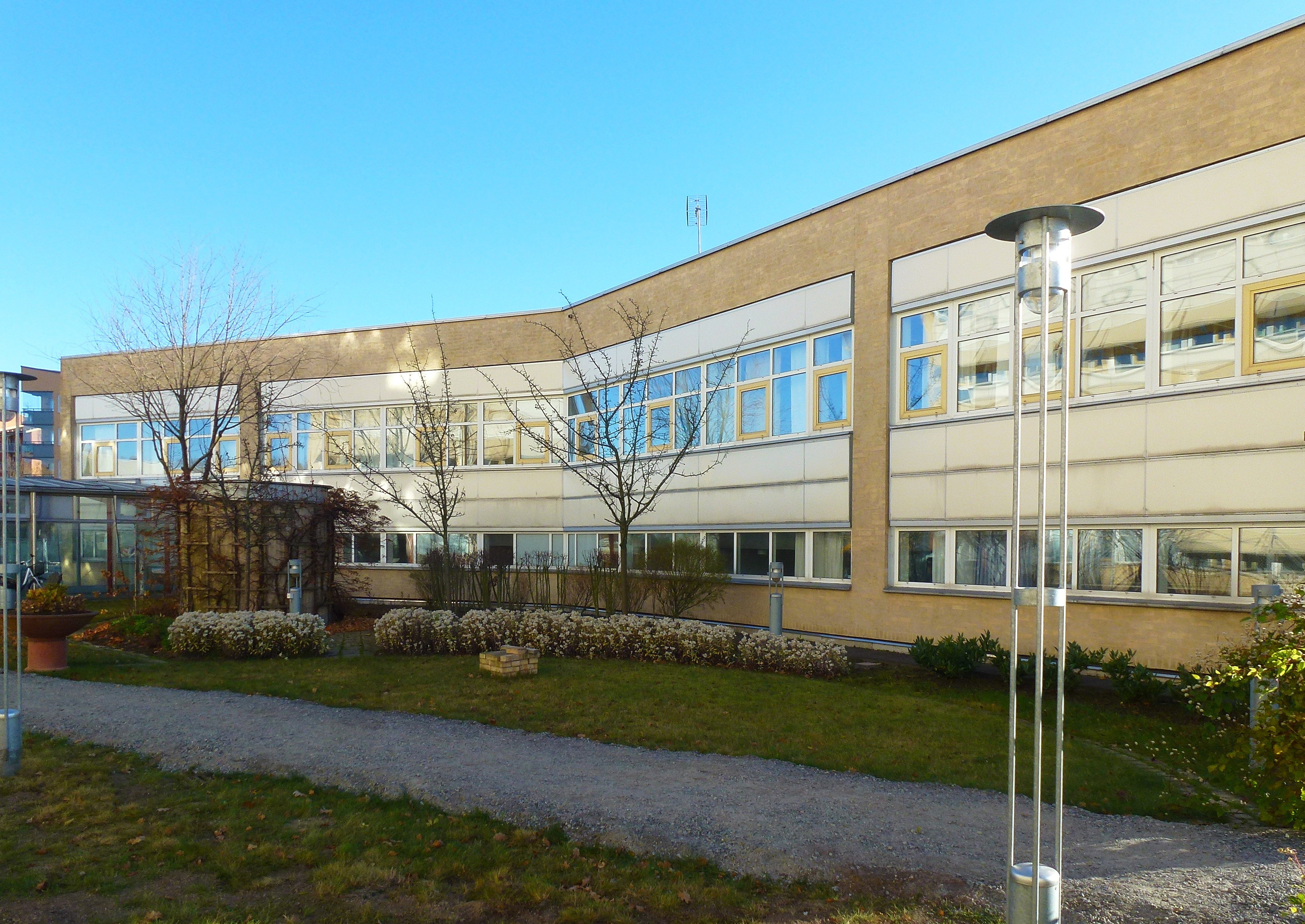
Tillbyggnad från 1990-talet
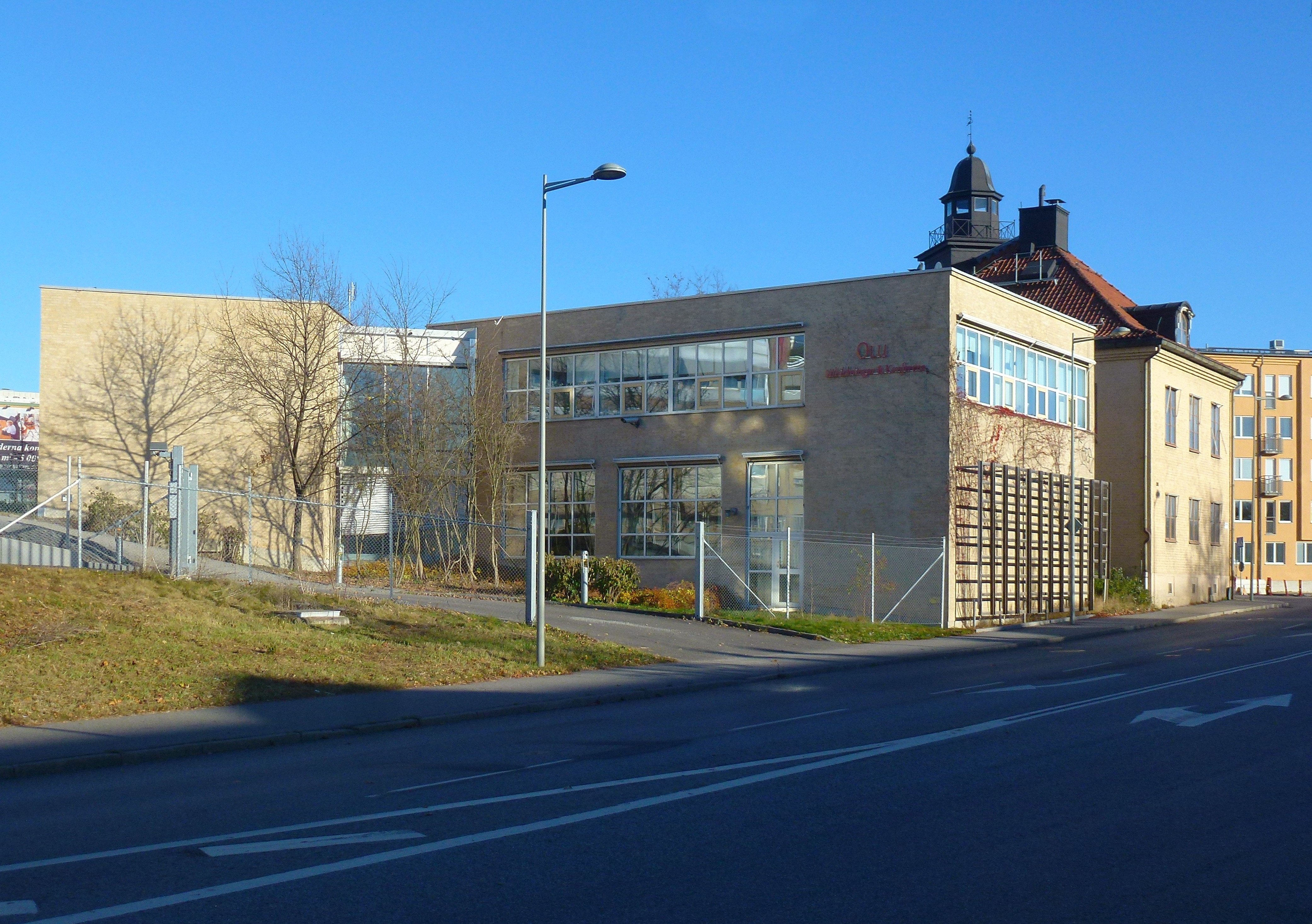
Tillbyggnad från 1990-talet